# Optical Network
Optical Network este o companie de distribuție și retail de optică medicală din România.
A fost desprinsă din grupul farmaceutic A&D Pharma.. 
Optical Network operează prin intermediul a două divizii, cea de distribuție de produse de optică și cea de retail.
Compania detine lanturile de magazine OPTIblu și KLARMANN alaturi de magazinul online Conga.ro. ).
Optical Network deține lanțurile de magazine de optică OPTIblu (înființat în anul 2004, ca extensie a mărcii Sensiblu) si KLARMANN (infiintat in 2015).
Compania Optical Network este deținută de Gemisa Investments, fond de investiții cu capital de risc înființat în octombrie 2004.
În anul 2012, Optical Network a cumpărat cele șapte magazine ale Sover Optica Shops, parte a grupului Sover Optica.
În anul 2017, compania a ajuns la 44 de magazine, dintre care 34 magazine sunt OPTIblu (17 in Bucuresti si 17 in tara) si 10 magazine KLARMANN .
Număr de angajați în 2016: 250 
Cifra de afaceri în 2016: 47 milioane lei 